# 大宮神社 (山鹿市)
大宮神社（おおみやじんじゃ）は、熊本県山鹿市山鹿に鎮座する神社である。景行天皇を主祭神とし、阿蘇十二神を併せ祀る。旧社格は県社。

## 由緒
第12代景行天皇が筑紫（九州）巡幸の際、現社地に行宮（あんぐう、仮の御所）を営んだと伝える。その後、行宮の跡地に天皇を祀ったのが起こりといわれている。
1072年（延久4年）、菊池則隆が阿蘇十二神を勧請して併せ祀り、田地36町歩を寄進した。山鹿の鎮守として、代々の領主・藩主らをはじめ篤い崇敬を受けてきた。1871年（明治4年）、山鹿神宮と改称。1940年（昭和15年）、大宮神社と改称し、1943年（昭和18年）県社となった。
神域は約1万平方メートルで、八坂神社をはじめとする境内社や奉納された灯籠を保存する「燈籠殿」、猿田彦石碑群などがある。

## 祭神
- 景行天皇
- 阿蘇十二神

## 例祭日

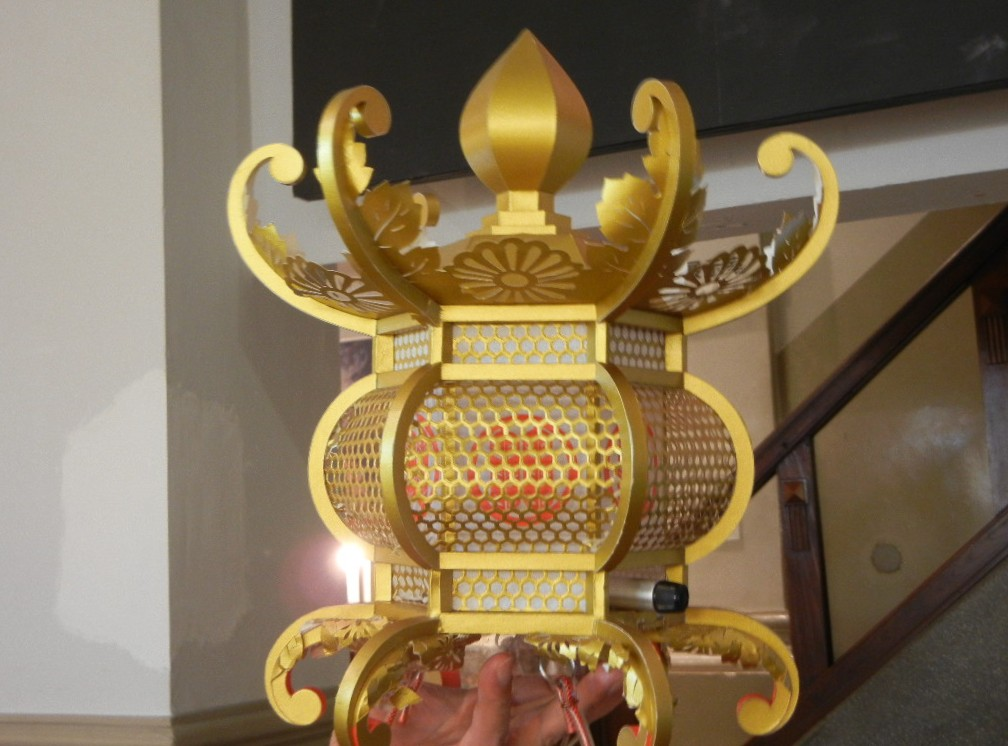
山鹿燈籠

- 8月16日 – 山鹿灯籠まつり
- 11月15日 – 秋季例大祭

## 山鹿灯籠まつり
- 8月15日より17日の未明にかけて奉祝される例祭は、「山鹿灯籠まつり」として全国的に知られる。景行天皇御到着のおり、濃霧のなか里人が松明をもってお迎えしたのが起源で、文禄年間（1592年 – 1596年）に松明を紙製の灯籠に代えて奉献することになったという[4]。

## 境内社
- 八坂神社 – 京都の八坂神社を勧請。例大祭の祇園祭は6月15日。「犬子ひょうたん祭」として知られる。

## 交通アクセス
- 熊本桜町バスターミナルから九州産交バス来民バイパス経由山鹿温泉ゆきに乗車し「シルバー人材センター入口」下車、徒歩5分（360m）。
- 玉名駅もしくは新玉名駅から九州産交バス山鹿温泉ゆきに乗車し「山鹿栄町」下車、徒歩6分（500m）。
- 九州自動車道植木インターチェンジより12㎞、菊水インターチェンジより10㎞。